# Daniel Carvalho
Daniel da Silva Carvalho (ur. 1 marca 1983 roku w Pelotas) – brazylijski piłkarz występujący na pozycji ofensywnego pomocnika lub skrzydłowego. Obecnie gra w Palmeiras.

## Kariera klubowa
Daniel Carvalho zawodową karierę rozpoczynał w 2001 roku w SC Internacional. W debiutanckim sezonie rozegrał jedenaście ligowych pojedynków, w kolejnych rozgrywkach brał udział w 21 spotkaniach, a w sezonie 2003 zaliczył 31 występów i strzelił 5 goli.
Od 2004 roku Brazylijczyk reprezentował barwy CSKA Moskwa. Miejsce w podstawowej jedenastce nowego klubu wywalczył sobie w sezonie 2005, w którym wystąpił w 29 pojedynkach pierwszej ligi rosyjskiej. Moskiewski zespół zdobył mistrzostwo kraju, a Carvalho został wybrany najlepszym zawodnikiem rozgrywek stając się tym samym pierwszym zagranicznym piłkarzem, który dostał tę nagrodę. Brazylijski pomocnik przyczynił się również do zdobycia przez CSKA Pucharu UEFA. Wychowanek Internacionalu strzelił w nim 3 bramki – 1 w wygranym 2:0 meczu 1/8 finału z Partizanem Belgrad i 2 w zwycięskim 3:0 półfinałowym spotkaniu przeciwko Parmie. W finale CSKA pokonało Sporting CP 3:1, a Carvalho w 82. minucie został zmieniony przez Deividasa Šemberasa.
W listopadzie 2007 roku Brazylijczyk podpisał ze swoim klubem nowy kontrakt obowiązujący do 2009 roku z możliwością przedłużenia go o kolejny rok. W lipcu 2008 roku Carvalho został wypożyczony do swojej pierwszej drużyny w karierze – SC Internacional, gdzie miał odzyskać formę po wyleczeniu kontuzji kolana. W późniejszym okresie brazylijski pomocnik negocjował warunki przejścia do Los Angeles Galaxy oraz Adap Paraná, a w jednym z wywiadów oznajmił, że czeka na ofertę z CR Flamengo.
4 stycznia 2010 roku Carvalho został wypożyczony do katarskiego Al-Arabi. Po zakończeniu wypożyczenia powrócił do Brazylii, gdzie został zawodnikiem Clube Atlético Mineiro. W 2012 odszedł do klubu SE Palmeiras.

## Kariera reprezentacyjna
Po raz pierwszy do reprezentacji Brazylii Carvalho został powołany na rozegrany 16 sierpnia 2006 roku mecz z Norwegią. W spotkaniu tym jednak nie wystąpił, a w drużynie narodowej zadebiutował 3 września w wygranym 3:0 pojedynku przeciwko Argentynie. Wcześniej razem z młodzieżową reprezentacją swojego kraju zdobył Mistrzostwo Świata U-20 2007.